# 长勇
长勇（日语：／ Chō Isamu；1895年1月19日—1945年6月23日），日本陆军军人，最终军衔为陆军中将。

## 生平
出生在日本福冈县糟屋郡的粕屋町，父亲是个农民。1916年5月从陆军士官学校毕业，12月，担任步兵第56连队的少尉。1928年12月毕业于陆军大学校，翌年就任步兵第48连队的中队长，此后成为参谋本部付勤务（支那课）。1930年，与桥本欣五郎等人组成櫻花會。

### 侵略行動與南京大屠殺
1931年，策划三月事件和十月事件 (日本)，与桥本等人同受处分。1933年8月就任台湾步兵第1连队大队长。经历第16师团留守参谋之职之后，1935年12月以步兵中佐的军衔升任参谋本部部员（支那课）、1937年，以上海派遣军参谋的身份参与侵略中国，后兼任華中方面軍的参谋。同年12月，担任朝香宫鸠彦王麾下的情报主任参谋，参与南京攻城战。在南京大屠杀中，他以朝香宫鸠彦王的名义，向所属部队下达了杀害全部俘虏的命令。1938年3月，任朝鲜军的步兵第74连队长。同年升步兵大佐。曾参与张鼓峰事件。1939年3月就任第26师团参谋长，后历任台湾军司令部付、印度支那派遣军参谋长、第25军参谋副长、陆军省军务局付等职务，1941年10月升陆军少将。同年11月，以南方军司令部付（法属印度支那机关长）的身份参加太平洋战争。1942年7月兼任军务局付，历任第10步兵团长、关东军总司令付、参谋本部付等职务。1944年7月就任第32军参谋长，负责防御冲绳。

### 冲绳岛陷落與戰敗自殺
1945年3月升陆军中将。日军在冲绳岛战役中战败，被美军节节逼退。6月23日，长勇与牛岛满一起，在摩文仁之丘的司令部中切腹自杀。